# Нафанаїл (Савченко)
Архієпископ Нафанаїл (Микола Іванович Савченко; 1799, Бєлгород — 4 березня 1875, Чернігів) — український релігійний та освітній діяч. Випускник Київської духовної академії. Ректор Подільської духовної семінарії в Україні та Костромської духовної семінарії в Росії.
Єпископ Російської православної церкви (безпатріаршої)[прояснити]. В Україні — єпископ Полтавський та Переяславський; архієпископ Чернігівський та Ніжинський РПЦ (б).

## Життєпис
Народився в сім'ї протоієрея-українця. Навчався у Курській духовній семінарії.
10 червня 1825 року закінчив Київську духовну академію і направлений бакалавром.
29 листопада 1827 — затверджений у званні магістра.
15 жовтня 1832 — інспектор Тверської семінарії.
17 березня 1833 року пострижений в чернецтво; 4 липня рукопокладений в ієродиякона, а 11 липня — в ієромонаха.
15 липня 1834 — ректор Подільської духовної семінарії; 9 вересня того ж року зведений в сан архімандрита і 30 листопада призначений настоятелем Кам'янець-Подільського Свято-Троїцького монастиря.
5 травня 1839 — ректор Костромської духовної семінарії та настоятель Богоявленського монастиря.
26 серпня 1845 — хіротонія в єпископа Ревельського, вікарія Санкт-Петербурзької єпархії.
25 лютого 1850 — єпископ Староруський, вікарій Новгородської єпархії.
19 грудня того ж року переведений єпископом Полтавським та Переяславським.
1860 року збудував теплий храм на честь Покрови Пресвятої Богородиці у Красногорському Богословському Преображенському монастирі.
13 вересня 1860 — призначений єпископом Архангельським та Холмогорським.
Заснував Архангельський притулок для дівчат, придбав для нього просторе місце й невеличкий будинок, чим поклав початок жіночому єпархіальному училищу.
18 серпня 1871 — єпископ Чернігівський та Ніжинський.
31 березня 1874 — зведений в сан архієпископа.
Помер 4 березня 1875 року. Похований у вівтарі головного Троїцького храму Троїцько-Ільїнського монастиря біля Чернігова.